# Nomenclatura universal de Palmer
El sistema de Nomenclatura universal de Palmer es uno de los sistemas de nomenclaturas dentales para identificar los distintos dientes. Es uno de los métodos antiguos y es aun usado por muchos odontólogos. El sistema se está tratando de cambiar por la nomenclatura FDI para universalizar los términos.[cita requerida]

## Dentición permanente
Se cuenta con números arábigos de derecha a izquierda, primero la arcada superior y luego la arcada inferior. De esta manera:
1. Tercer Molar Superior Derecho
2. Segundo Molar Superior Derecho
3. Primer Molar Superior Derecho
4. Segundo Premolar Superior Derecho
5. Primer Premolar Superior Derecho
6. Canino Superior Derecho
7. Incisivo Lateral Superior Derecho
8. Incisivo Central Superior Derecho
9. Incisivo Central Superior Izquierdo
10. Incisivo Lateral Superior Izquierdo
11. Canino Superior Izquierdo
12. Primer Premolar Superior Izquierdo
13. Segundo Premolar Superior Izquierdo
14. Primer Molar Superior Izquierdo
15. Segundo Molar Superior Izquierdo
16. Tercer Molar Superior Izquierdo
17. Tercer Molar Inferior Izquierdo
18. Segundo Molar Inferior Izquierdo
19. Primer Molar Inferior Izquierdo
20. Segundo Premolar Inferior Izquierdo
21. Primer Premolar Inferior Izquierdo
22. Canino Inferior Izquierdo
23. Incisivo Lateral Inferior Izquierdo
24. Incisivo Central Inferior Izquierdo
25. Incisivo Central Inferior Derecho
26. Incisivo Lateral Inferior Derecho
27. Canino Inferior Derecho
28. Primer Premolar Inferior Derecho
29. Segundo Premolar Inferior Derecho
30. Primer Molar Inferior Derecho
31. Segundo Molar Inferior Derecho
32. Tercer Molar Inferior Derecho

## Dentición temporal
Se hace lo mismo que la permanente pero con letras en vez de números, de derecha a izquierda: la arcada superior de la "A" a la "J", la inferior de la "K" a la "T". Así:Aclarando que es apropiado solo en niños
- A = Segundo Molar Superior Derecho
- B = Primer Molar Superior Derecho
- C = Canino Superior Derecho
- D = Incisivo Lateral Superior Derecho
- E = Incisivo Central Superior Derecho
- F = Incisivo Central Superior Izquierdo
- G = Incisivo Lateral Superior Izquierdo
- H = Canino Superior Izquierdo
- I = Primer Molar Superior Izquierdo
- J = Segundo Molar Superior Izquierdo
- K = Segundo Molar Inferior Izquierdo
- L = Primer Molar Inferior Izquierdo
- M = Canino Inferior Izquierdo
- N = Incisivo Lateral Inferior Izquierdo
- O = Incisivo Central Inferior Izquierdo
- P = Incisivo Central Inferior Derecho
- Q = Incisivo Lateral Inferior Derecho
- R = Canino Inferior Derecho
- S = Primer Molar Inferior Derecho
- T = Segundo Molar Inferior Derecho

- Datos: Q3560749